# 杜比7.1環繞聲
杜比7.1環繞聲（英語：Dolby Surround 7.1）為杜比實驗室開發的音響格式，可在戲院中提供7.1聲道環繞音響效果。相較于現在仍流行的杜比數碼5.1格式，它還額外提供兩個後置聲道。
第一部採用杜比7.1環繞聲的電影，為2010年華特迪士尼影業發行的《玩具總動員3》。截至2013年3月，全球約4,500間戲院已安裝杜比7.1環繞聲播放系統。

## 外部連結
- 杜比7.1環繞聲官方網頁介紹 （页面存档备份，存于）
- 杜比7.1環繞聲採用作品列表（杜比實驗室）